# Lijst van bouwwerken in Spijkenisse
Overzicht met korte beschrijvingen van rijks- en gemeentelijke monumenten, andere gezichtsbepalende architectuur, bouwwerken met een (historisch) verhaal of die ten minste decennialang als herkenningspunt hebben gediend, in de woonplaats Spijkenisse (zonder Hekelingen).

Doelen van deze lijst:
1. Overzicht van deze gebouwen, op één Wikipedia-pagina.
2. (Beknopte) informatie over deze gebouwen, méér dan past in een Lijst met bijvoorbeeld gemeentelijke en rijksmonumenten, en bovendien van bouwwerken waarvoor onvoldoende informatie beschikbaar is om er een eigen Wikipedia-lemma voor te maken.
3. Summier overzicht van de architectuurgeschiedenis van Spijkenisse.
4. Hulpmiddel, naslagwerk voor huidige en toekomstige onderzoekers en andere geïnteresseerden, bij het lezen van archiefstukken en oude krantenartikelen over bouwwerken in Spijkenisse. Menig oud gebouw heeft in de loop der tijd een andere bestemming gekregen of heeft een gedaantewisseling ondergaan.

Voor een bouwwerk dat als monument is aangemerkt, staat in de kolom Beschrijving een code met link naar de reden daarvan. Daarbij geldt: GM = Gemeentelijk monument ; RM = Rijksmonument.

De volgorde in de lijst is op bouwjaar.
| Bouwwerk                 | Bouwjaar       | Architect | Locatie                            | Coördinaten                                                    | Beschrijving | Afbeelding                  |
| ------------------------ | -------------- | --------- | ---------------------------------- | -------------------------------------------------------------- | --- | --------------------------- |
| Dorpskerk                | ±1300-1521     | Onbekend  | Kerkring 1                         | 51° 51' 2" NB, 4° 19' 31" OL                                   | RM 34140 Laat-gotische kruiskerk, oudst bewaard gebleven gebouw in Spijkenisse. Oorspronkelijk gebouwd voor de Rooms-Katholieke dienst, vanaf de Reformatie (in Spijkenisse: 1574) in gebruik als protestantse kerk. |                             |
| Boerderij Ruyterstee     | 1620           | Onbekend  | Korte Schenkeldijk 4               | 51° 50' 32" NB, 4° 21' 31" OL                                  | RM 34142 Boerderij Ruyterstee is rijksmonument vanwege de rechthoekige kelder onder het woonhuis, daterend uit 1620, die overkluisd is met gemetselde kruisgewelven op drie ronde pijlers. De rest van de boerderij is van jonger datum. |                             |
| 't Oudste Huys           | 1647 of eerder | Onbekend  | Voorstraat 18                      | 51° 51' 3" NB, 4° 19' 36" OL                                   | Dit is vermoedelijk het oudste huis van Spijkenisse. Het stond er al bij de grote dorpsbrand van 1648 en overleefde die. Het was in ieder geval al bewoond in 1647 en waarschijnlijk al een halve eeuw daarvóór. In de loop der tijd heeft het vele verschillende functies gehad: smidse, Herberg van het Roode Hart (waar ook rechtszaken, hypotheken, overdracht van huizen en landerijen, erfenissen en boedelscheidingen werden afgedaan), er woonde een meester-chirurgijn en ten slotte twee generaties vlasboeren (Van der Meijde). In de 20e eeuw hield de notaris uit Zuidland er zitting, evenals een neus-, keel- en oorarts. In 1982 kocht de Gemeente Spijkenisse het en werd het tijdelijk Wereldwinkel. Begin 1989 werd het gerenoveerd, daarna werd er horeca in gevestigd en kreeg het de naam 't Oudste Huys. |                             |
| Boerderij Hoogwerf       | 1764           | Onbekend  | Rozenlaan 2                        | 51° 51' 16" NB, 4° 19' 28" OL                                  | De geschiedenis van deze boerderij gaat terug tot eind 12e eeuw. De eerste bewoners waren de bedijkers en vervolgens de eerste ambachtsheren van (de polder) Spijkenisse. In ±1250 stond hier al een stenen huis. Eind 14e eeuw werd het huis herbouwd op een terp, wat de boerderij zijn naam gaf: hoge (w)erf. In 1764 werd de oude boerderij afgebroken en een grotere herbouwd. In 1966 brandde deze boerderij af. Daarna is er een bungalow op deze plek gebouwd. De naam van de boerderij leeft voort in de wijk Hoogwerf die om de boerderij heen is gebouwd. |                             |
| Derde en Vierde heulbrug | 1881-1882      | Onbekend  | Zinkseweg-Breekade resp. Malledijk | 51° 50' 49" NB, 4° 18' 58" OL en 51° 50' 47" NB, 4° 18' 37" OL | Spijkenisse had oorspronkelijk vier heulbruggen over de Vierambachtenboezem: de Eerste (Stationsstraat), Tweede (Karel Doormanstraat), Derde (Zinkseweg-Breekade) en de Vierde (Malledijk). Daarvan zijn alleen de laatste twee nog over. De eerste leeft voort in de straatnaam Eerste Heulbrugstraat. | Zie fotogalerij Meer foto's |

Fotogalerij heulbruggen

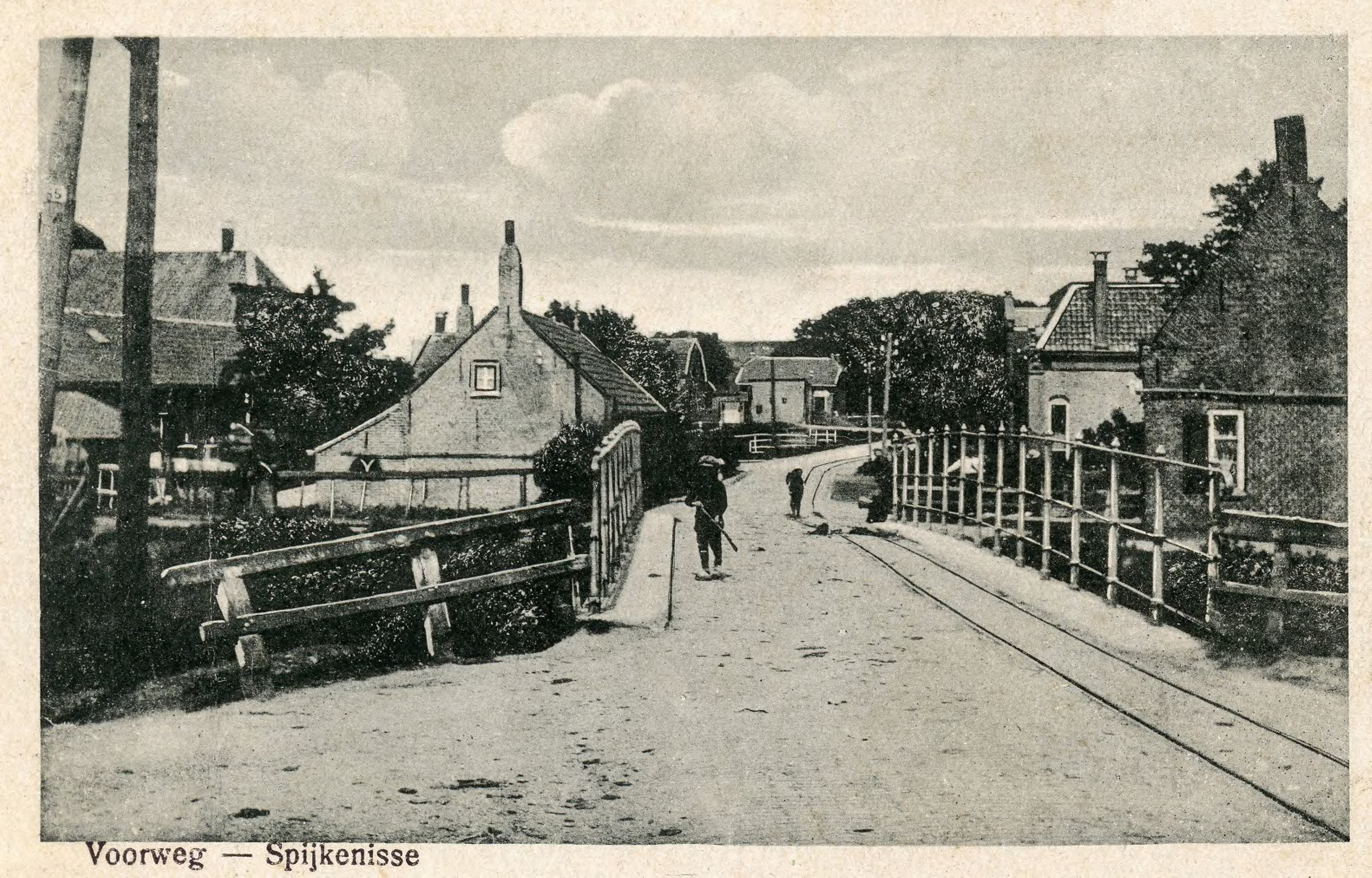
Eerste heulbrug ±1925
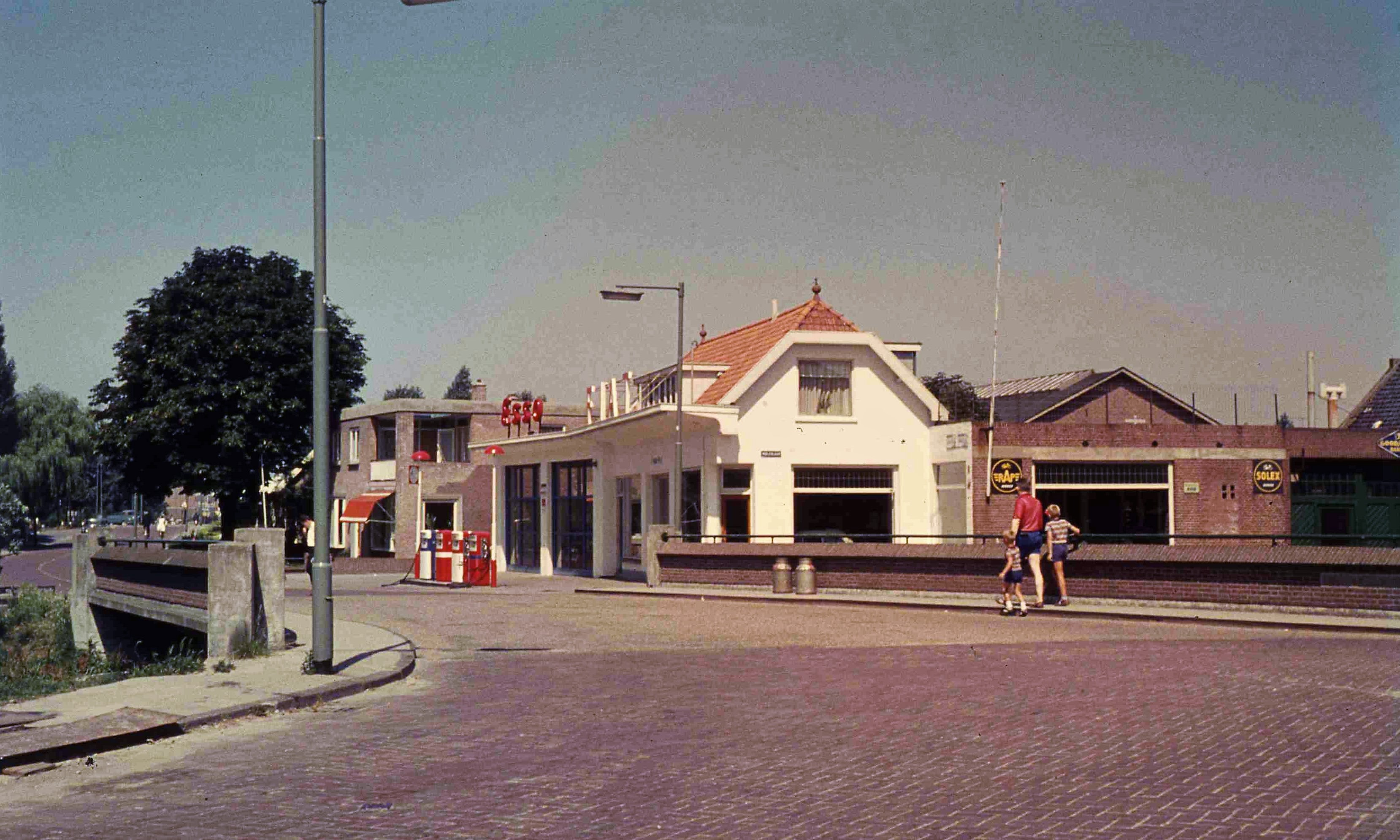
Eerste heulbrug 1963 (geopend in mei 1954[4])
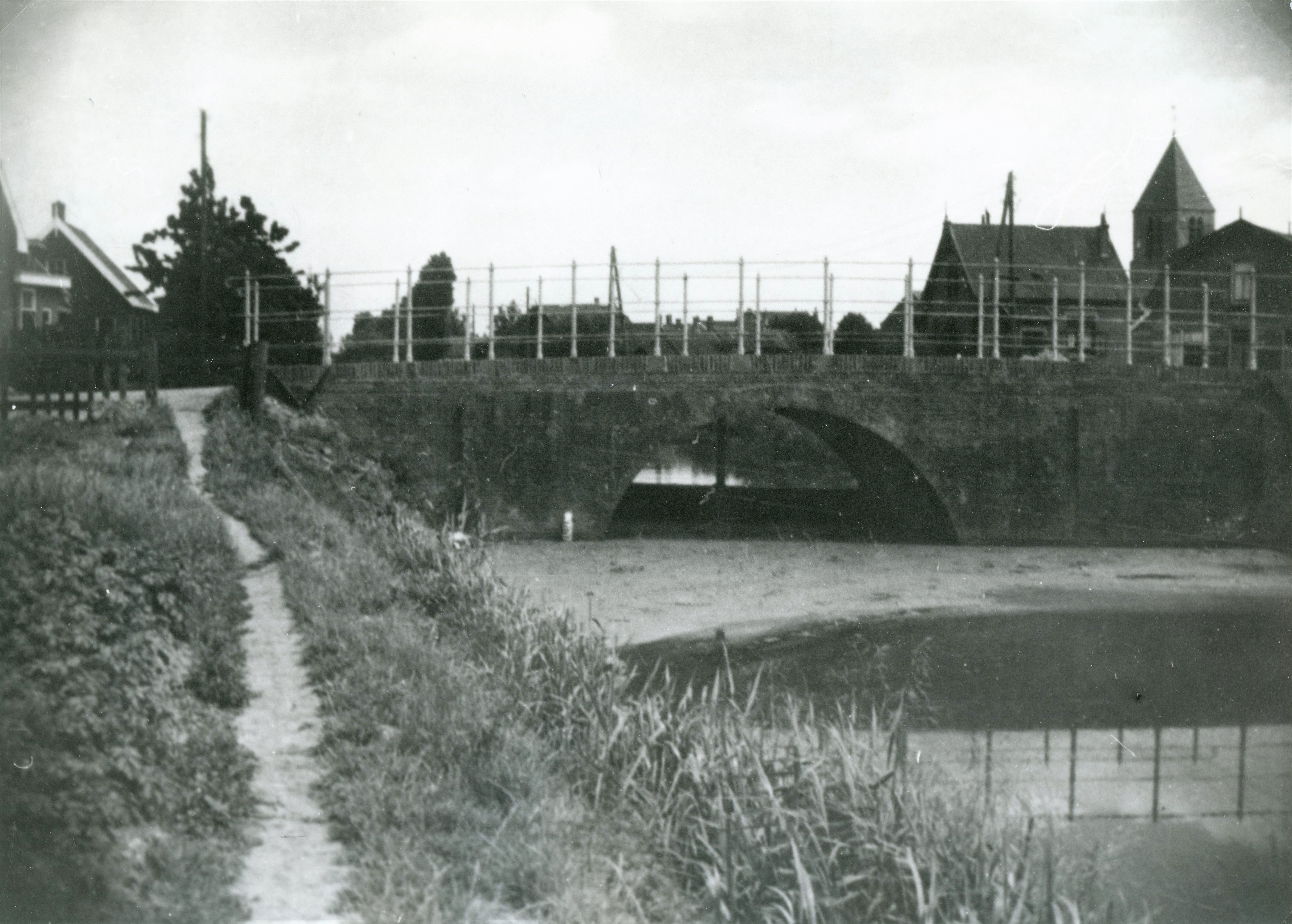
Tweede heulbrug 1935
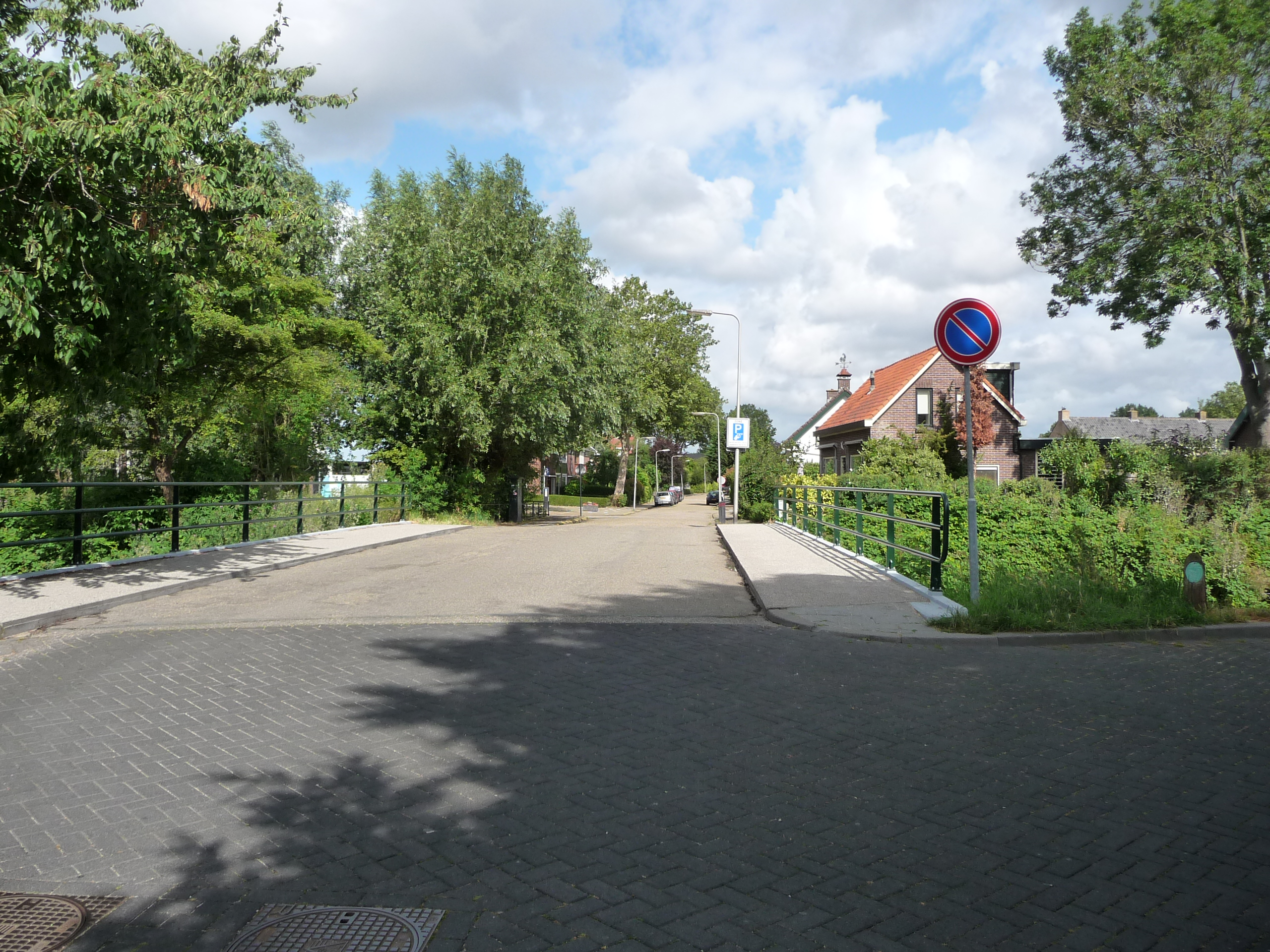
Tweede heulbrug 2019 (vervanging)
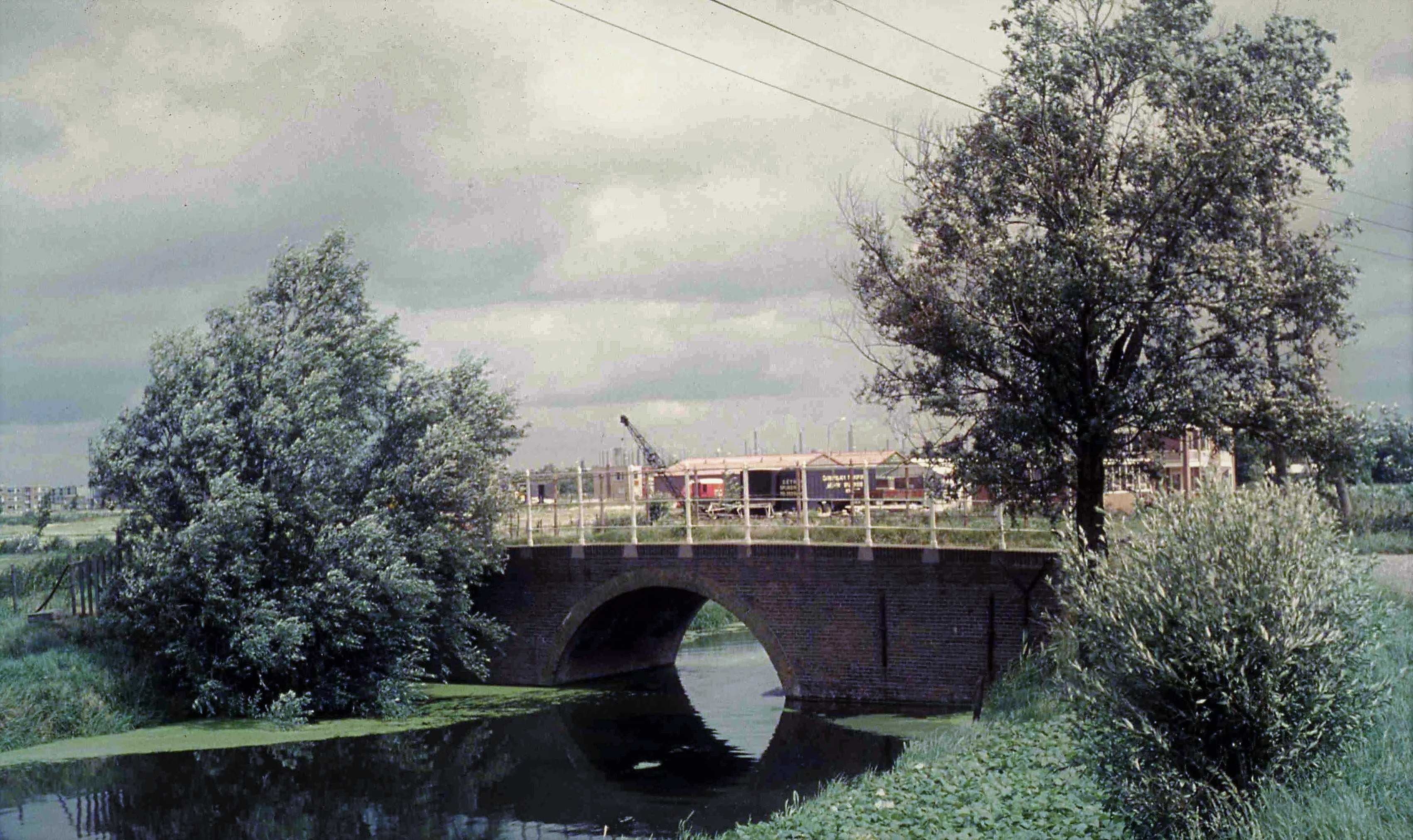
Derde heulbrug 1963
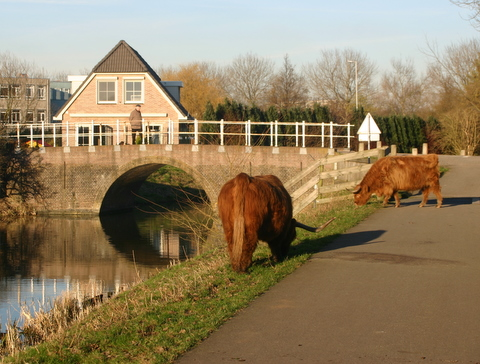
Vierde heulbrug

| Bouwwerk                                | Bouwjaar                            | Architect                                                 | Locatie                                                                    | Coördinaten                   | Beschrijving | Afbeelding            |
| --------------------------------------- | ----------------------------------- | --------------------------------------------------------- | -------------------------------------------------------------------------- | ----------------------------- | --- | --------------------- |
| Voorstraat 28                           | midden 19e eeuw of eerder           | Onbekend                                                  | Voorstraat 28                                                              | 51° 51' 1" NB, 4° 19' 36" OL  | Onder andere: Rentenierswoning dijkgraaf Cornelis Huibrecht Huisman (midden 19e eeuw, tot zijn overlijden in 1860), opeenvolgende burgemeesters (tot ±1960?), slager Mol, Fietsspecialist Mons |                       |
| Molen Nooitgedacht                      | 1860                                | Onbekend                                                  | Noordeinde 97-99                                                           | 51° 51' 10" NB, 4° 19' 49" OL | RM 34141 Korenmolen, ronde bakstenen stellingmolen, deed als zodanig dienst tot 1965. In 2009 is de molen zeven meter opgehoogd zodat de gemeente haar bouwplannen in de directe omgeving kon realiseren zonder belemmering van de windvang. Vanaf 2010 is er een restaurant in gevestigd. |                       |
| Gemaal De Vooruitgang                   | 1878                                | Jan Paul                                                  | Korte Schenkeldijk                                                         | 51° 50' 33" NB, 4° 21' 35" OL | Het gemaal De Vooruitgang heeft dienst gedaan tot 2018. Daarna heeft een nieuw gemaal, het gemaal Putten in Hekelingen, de werkzaamheden overgenomen. |                       |
| Gemaal De Leeuw van Putten              | 1881                                | Jan Paul                                                  | Noordeinde 93-95                                                           | 51° 51' 10" NB, 4° 19' 47" OL | GM 1930/NSW04 Oorspronkelijk stoomgemaal aan het einde van de Vierambachtenboezem. In 1948 schakelde het over op elektriciteit. Het loost het overtollige water van de Vierambachtenboezem via een rioolbuis onder de Schenkelweg in de haven van Spijkenisse. Dit gemaal èn de Vierambachtenboezem zijn nog steeds in gebruik om het overtollige water uit de omliggende polders af te voeren. |                       |
| Voormalige lagere school en woning      | 1883                                | Onbekend                                                  | Vredehofstraat 12-14                                                       | 51° 50' 55" NB, 4° 19' 24" OL | Vredehofstraat 14: 1883-1958: openbare lagere school. Vanaf 1960: verenigingsgebouw en ontmoetingscentrum 't Kontakt. 1983-2014: Jongerencentrum, eerst Ignition, in 1990 TexMex. Sinds begin 2016: woon-zorgcentrum Het Vredehofhuis. De functie van het ernaast gelegen gebouw op nr. 12 fluctueerde met dat van het hoofdgebouw: woonhuis van de hoofdonderwijzer, woonhuis van de beheerder van 't Kontakt, daarna werd het bij het hoofdgebouw betrokken. |                       |
| 't Oude Raadhuys                        | 1886 (hoofdgebouw), cachot uit 1934 | Fop Smit (1817-1887)                                      | Noordeinde 7                                                               | 51° 51' 6" NB, 4° 19' 37" OL  | GM 1930/NSW03 't Oude Raadhuys bestaat uit een voormalig gemeentehuis met aan de achterkant een veldwachterswoning en een cachot. Als gemeentehuis deed het dienst tot 1958. Van 1960-1972 was het openbare bibliotheek. Na restauratie werd het in 1977 omgedoopt tot 't Oude Raadhuys en werd het o.a. gebruikt als galerie, cursusruimte (hoofdgebouw) en atelier (de cellen). |                       |
| Voormalige pastorie                     | ±1887-1888                          | Onbekend                                                  | Karel Doormanstraat 6                                                      | 51° 50' 57" NB, 4° 19' 23" OL | Gebouwd als pastorie voor de Nederlandse Hervormde Kerk. In 1958-1959 verbouwd tot bank, die in 1972 overging in Rabobank, met op de BG een wachtruimte, drie gesloten loketten en twee kantoren. De bovenverdieping werd woonhuis voor de kassier. Enkele decennia later kwam er een Italiaans restaurant in. |                       |
| Monument oude Spijkenisserbrug          | 1900-1903                           | H.M. Henket                                               | Tramdijk                                                                   | 51° 51' 30" NB, 4° 20' 18" OL | GM 1930/NSW05 Monument voor en restant van de eerste Spijkenisserbrug (1903-1978), in de oorspronkelijke kleuren. Aan de overzijde van de Oude Maas, in Hoogvliet, staat eenzelfde brugportaal als monument. Deze Spijkenisserbrug was de eerste vaste-oeververbinding tussen Voorne-Putten en het vasteland. |                       |
| Doktershuis                             | ± 1910                              | Onbekend                                                  | Voorstraat 60                                                              | 51° 50' 58" NB, 4° 19' 32" OL | Tot na de Tweede Wereldoorlog was er één huisarts in Spijkenisse. Vanaf ±1910 woonde die hier, en hield hier ook praktijk. In het Dijkslop was de toegang voor patiënten. De laatste huisarts die er woonde, dokter Jurrjens, bleef er ook na zijn pensionering (in ±1986) wonen. Nu is het een groepswoning in het kader van begeleid wonen. |                       |
| Betonnen huizen                         | 1916                                | Onbekend                                                  | Nobelstraat                                                                | 51° 50' 52" NB, 4° 19' 37" OL | Van Bodegom (oprichter en eigenaar van de voormalige Betonfabriek in Spijkenisse) bouwde dit rijtje arbeidershuisjes met vooraan een groter, wit huis voor zijn zoon; deze huizen zijn gebouwd met beton. Aanvankelijk heette deze straat de Betonstraat. In 1948 werd hij hernoemd in Nobelstraat. |                       |
| Museum en groentewinkel Mak             | 1918                                | Onbekend                                                  | Voorstraat 26                                                              | 51° 51' 2" NB, 4° 19' 36" OL  | GM 1930/NSW06 Voormalig woon-winkelpand, waar tot 1986 de groentewinkel van de gezusters Klaasje en Annetje Mak was gevestigd. Na hun overlijden werd het pand gerestaureerd en kwam er een museum. |                       |
| Eerste woningwetwoningen in Spijkenisse | ±1922                               | A. Dekker (gemeente-architect)                            | Laning                                                                     | 51° 51' 19" NB, 4° 19' 36" OL | Eerste woningwetwoningen in Spijkenisse. |                       |
| Huize Anna Catharina                    | 1929-1930                           | A. Dekker                                                 | Vredehofplein 1 / Groene Kruisstraat                                       | 51° 50' 56" NB, 4° 19' 28" OL | Eén van de weinige villa's in Spijkenisse van vóór 1950, èn een van de zeer weinige huizen aan het Vredehofplein dat de kaalslag van de laatste decennia van de 20e eeuw heeft overleefd. Het huis was genoemd naar de vrouw des huizes: Anna Catharina Dekker-Baris. Haar man was de architect ervan. Na het overlijden van het echtpaar Dekker, ±1981, werd het een bedrijfspand en verdween de naam van de gevel. Amsterdamse School |                       |
| Voormalig gemeentehuis                  | 1957                                | Bureau M.C.A. Meischke                                    | Koningin Julianaplein 1                                                    | 51° 51' 6" NB, 4° 19' 23" OL  | GM 1930/NSW02 Het oude gemeentehuis aan het Noordeinde was te klein geworden. Na jaren van onderhandelen met de Provinciale Staten van Zuid-Holland kon er in 1957 eindelijk een nieuw worden gebouwd. Het gebouw is ontworpen in de stijl van de Delftse school en gebouwd door aannemer Berghout uit Pernis. In de voormalige raadszaal, nu trouwzaal, zijn achterin twee glas-in-loodramen uit 1958: links Willem van Oranje, symbool van het gezag en het handhaven van de wet, rechts Hugo de Groot, die de grondslag legde voor de wetgeving. Omdat Spijkenisse snel zou gaan groeien, was bij de oplevering in 1957 al te voorzien dat het gebouw snel te klein zou zijn. Rond 1962 kwamen er noodgebouwen achter en naast het gebouw en in de loop der jaren werden er elders in de gemeente kantoorruimte en andere gebouwen in gebruik genomen. Als gemeentehuis heeft het dienst gedaan tot 1984. Tegenwoordig wordt het gebouw gebruikt als trouwlocatie en zijn er enkele stichtingen in gehuisvest. |                       |
| Ontmoetingskerk                         | 1961-1962                           | J.H. den Heyer                                            | Koningin Wilhelminalaan 1                                                  | 51° 51' 1" NB, 4° 19' 22" OL  | Gebouwd als een gereformeerde kerk in het Centrum, ter vervanging van de gereformeerde kerk die aan het Einde-Af stond (aan het einde van de Voorstraat, net vóór de huidige Eerste Heulbrugstraat). |                       |
| Michaëlkerk                             | 1962-1963                           | Rein Fledderus                                            | Anjeplein 1                                                                | 51° 51' 22" NB, 4° 19' 2" OL  | Gebouwd als Nederlands-Hervormde kerk, voor bewoners van de toenmalige nieuwe wijk Schiekamp-Hoogwerf. De kerk is genoemd naar de aartsengel Michaël. |                       |
| Berenplaat                              | 1959-1966                           | Wim Quist                                                 | Beerenplaat                                                                | 51° 50' 8" NB, 4° 23' 47" OL  | Gebouwencomplex op het terrein van het Rotterdamse drinkwaterleidingbedrijf aan de Oude Maas. |                       |
| Akeleiflat, flat aan de vijver          | 1966-1967                           | Nudeco (bouwfirma)                                        | Akeleistraat                                                               | 51° 51' 26" NB, 4° 18' 59" OL | Flatgebouw met tien woonverdiepingen, blikvanger en herkenningspunt in Spijkenisse-Noord. |                       |
| Marrewijkflat                           | 1968                                | E.F. Groosman (adviseur)                                  | Andries van Bronckhorstlaan en Marrewijklaan                               | 51° 50' 45" NB, 4° 19' 45" OL | Gebouwd met het Dura-Coignet bouwsysteem. Het flatgebouw telt tien verdiepingen met in totaal 270 woningen. Het is de enige flat in Spijkenisse met Bijlmer-achtige proporties en is daardoor een herkenningspunt in het Centrum. |                       |
| Marckenburgh                            | 1969                                | Brakel en Buma architecten                                | Eikenlaan                                                                  | 51° 50' 33" NB, 4° 19' 57" OL | Gebouwd als bejaardenflat, voor bewoners uit heel Spijkenisse. Blikvanger en herkenningspunt in de wijk Groenewoud. |                       |
| De Kern                                 | 1970                                | onbekend                                                  | Eikenlaan 2                                                                | 51° 50' 30" NB, 4° 19' 59" OL | Gebouwd als gereformeerde kerk voor bewoners van de toenmalige nieuwe wijken Groenewoud en Sterrenkwartier. |                       |
| Winkels en woningen Plan Hammel         | 1975-1978                           | Pietro P. Hammel                                          | Nieuwstraat (vanaf de Voorstraat tot aan de trap naar de Rademacherstraat) | 51° 50' 57" NB, 4° 19' 35" OL | Voetgangersgebied met winkels en woningen, in de stijl van de 'nieuwe kneuterigheid', oorspronkelijk geschilderd in felgroen. |                       |
| Stadhuis Raadhuislaan                   | 1981-1984                           | Jan Hoogstad / Ector Hoogstad Architecten (modernisering) | Raadhuislaan 106                                                           | 51° 50' 53" NB, 4° 19' 43" OL | Gemeentehuis aan de Raadhuislaan in Spijkenisse, ter vervanging van het veel te kleine gemeentehuis aan het Koningin Julianaplein. Dit stadhuis is onderdeel van een multifunctioneel complex met ook winkels, woningen, andere kantoren en een ondergrondse parkeergarage. Het is in 2004-2005 uitgebreid en gemoderniseerd. Na de fusie met de gemeente Bernisse, op 1 januari 2015, werd dit het stadhuis van de nieuwe gemeente Nissewaard. |                       |
| Metrostation Spijkenisse Centrum        | 1983-1984                           | Carel Weeber                                              | Ruwaard van Puttenweg                                                      | 51° 50' 48" NB, 4° 20' 5" OL  | Aan de rand van het Centrum van Spijkenisse gelegen metrostation op de metrolijnen C en D van de Rotterdamse metro. Winnaar van de Nationale Staalprijs 1986 in categorie A, Gebouwen met een stalen draagconstructie. De overkapping is een moderne variant op negentiende-eeuwse stationsoverkappingen. De gebogen stalen kap is doorsneden door een tegengesteld gebogen lichtkap in de dwarsrichting. |                       |
| CGK De Ark                              | 1984                                | Onbekend                                                  | Voorstraat 8                                                               | 51° 51' 5" NB, 4° 19' 35" OL  | Na veel omzwervingen, wikken en wegen kon de Christelijk Gereformeerde Kerk (CGK) in Spijkenisse een eigen kerk bouwen: De Ark. |                       |
| Sint-Felicitaskerk                      | 1986                                | Maarten Min                                               | Hekelingseweg 15                                                           | 51° 50' 12" NB, 4° 19' 55" OL | Gebouwd als Rooms-Katholieke kerk; multifunctioneel kerkgebouw van drie verdiepingen. Met een monumentaal glas-in-loodraam op het oosten. |                       |
| Bedrijfsgebouw Edisonweg                | 1986                                | VVKH architecten                                          | Edisonweg 18                                                               | 51° 51' 6" NB, 4° 18' 1" OL   | Bedrijfsgebouw met flexibel kantoor. Het witgestuukte gebouw heeft enigszins de vorm van een scheepsboeg, toepasselijk voor de opdrachtgever, FREMO (voorheen Heembouw Frank-Mohn Nederland), die appartuur voor de scheepvaart ontwikkelt. |                       |
| Kantoorgebouw Oberonweg                 | 1990                                | Ton van Bergen                                            | Oberonweg 1                                                                | 51° 50' 6" NB, 4° 19' 12" OL  | Voorheen Kantoor Woonbron, nu medisch wijkcentrum. Baksteenarchitectuur met glazen puien en opvallend dak, bestaande uit meerdere dakvlakken. |                       |
| Winkelcentrum Maaswijk                  | 1996                                | AGS architecten                                           | Hadewijchplaats                                                            | 51° 50' 1" NB, 4° 21' 43" OL  | Winkelcentrum voor de wijk Maaswijk. Bijzonder is de zwevende overkapping en staalconstructie. |                       |
| Hartelkering                            | 1991-1997                           | Maarten Struijs                                           | Hartelkanaal bij Spijkenisse                                               | 51° 52' 1" NB, 4° 18' 27" OL  | Waterkering die deel uitmaakt van de Deltawerken, ter bescherming tegen hoogwater. De waterkering bestaat uit twee halfronde schuiven van verschillende afmeting, die zijn opgehangen in ellipsvormige heftorens. |                       |
| Kantoor Nijman Zeetank                  | 1997                                | HDK architecten                                           | Wattweg 2                                                                  | 51° 51' 22" NB, 4° 18' 5" OL  | Vanwege de specifieke ligging op de kruising van de Hartelweg en de Groene Kruisweg, aan de entree van Spijkenisse, werden hoge eisen gesteld aan de representativiteit van dit gebouw op deze locatie. Het is een halfrond gebouw, opgetrokken uit glas. |                       |
| Kantoor De Rijke Transport              | 1998                                | HDK architecten                                           | Malledijk 7                                                                | 51° 51' 29" NB, 4° 17' 33" OL | De Rijke Logistics is een van de weinige, nog bestaande bedrijven van vóór de grote uitbreidingen in Spijkenisse. In 1945 kocht Cees de Rijke zijn eerste vrachtwagen van het Amerikaanse leger en startte daarmee een transportbedrijf dat zou uitgroeien tot een internationaal bedrijf. Het bedrijf is uiteindelijk hier neergestreken, direct aan de Groene Kruisweg, een goede uitvalsbasis voor een transportonderneming. Het kantoorgebouw is opgebouwd uit verschillende soorten gevelelementen: glas en massieve blokken, vierkante en meer langwerpige ramen, het komt eclectisch over. |                       |
| City Plaza                              | 2005                                | RPHS-architecten                                          | Dr. J.M. den Uyllaan, D. Losstraat en Nieuwstraat                          | 51° 50' 58" NB, 4° 19' 53" OL | Woningen, winkels en parkeergarage met gebogen en ronde gevels, eerste winnaar Architectuurprijs Spijkenisse. |                       |
| De Diamant                              | 2005-2007?                          | Wim Kitselaar?                                            | Nieuwstraat (boven) en Breestoep (onder), officieel adres: Breestoep 1-11  | 51° 50' 57" NB, 4° 19' 39" OL | 12-kantig, ovaal winkelpand, bekleed met zink. Het strekt zich uit over twee verdiepingen en ligt op een centraal punt in het Winkelhart van Spijkenisse: aan de Nieuwstraat en de daaronder gelegen Breestoep, bij de trappartij die beide straten verbindt. |                       |
| Kantoor Majestic Stables                | 2006                                | HDK architecten                                           | Curieweg 19                                                                | 51° 51' 2" NB, 4° 18' 33" OL  | Ellipsvormig kantoorgebouw, het staat in het water en de verdiepingen hellen enigszins over het water. | Geen foto beschikbaar |
| Gelinckschool                           | 2009                                | Van der Breggen Architecten                               | Gouwestraat 13                                                             | 51° 50' 43" NB, 4° 20' 58" OL | School voor kinderen met een complexe leer- en/of gedragsproblematiek. Het gebouw heeft een groot dakvlak met een lage goot. |                       |
| De Vier Werelden                        | 2007-2010                           | Robert Winkel, Mei architecten en stedenbouwers           | Hongerlandsedijk                                                           | 51° 51' 13" NB, 4° 20' 28" OL | Gebouw van 22 verdiepingen met in totaal 253 woningen. Het is visueel opgedeeld in vier delen die verwijzen naar de buurten-structuur die kenmerkend is voor Spijkenisse. |                       |
| De Rokade                               | 2008-2010                           | Rien de Ruiter, Klunder Architecten                       | Hongerlandsedijk                                                           | 51° 51' 10" NB, 4° 20' 32" OL | Torenflat van 113 meter hoog met 33 verdiepingen en 263 woningen. Hij komt voor op de Lijst van hoogste wolkenkrabbers van Nederland. |                       |
| Eurobruggen                             | 2011-2013                           | Robin Stam                                                | Het Land in de woonwijk De Elementen                                       | Zie Spijkenisser Eurobruggen  | Toegepaste-kunstproject. Deze bruggen zijn ontworpen naar de afbeeldingen op de achterkanten van de eerste serie eurobankbiljetten. Er zijn zes eurobruggen, waarvan er één twee verschillende eurobankbiljetten (€5 en €20) vertegenwoordigt. |                       |
| Boekenberg                              | 2012                                | Winy Maas van MVRDV architecten                           | Markt 40                                                                   | 51° 50' 59" NB, 4° 19' 29" OL | Openbare bibliotheek in een piramidevormig gebouw met een glazen dak en gedeeltelijk glazen wanden. |                       |
| De Levende Steen                        | 2011-2013                           | HDK architecten - Han de Kluijver                         | C. Villeriuslaan 12                                                        | 51° 51' 1" NB, 4° 18' 44" OL  | Kerkgebouw dat is gebouwd voor de Pinkstergemeente in Spijkenisse en omgeving. Het is een van de grootste kerkgebouwen in Nederland. |                       |
| Theater De Stoep                        | 2012-2014                           | Ben van Berkel, UNstudio                                  | Theaterplein 1                                                             | 51° 51' 5" NB, 4° 19' 51" OL  | Opvolger van voormalig theater De Stoep aan de Breestoep (vandaar de naam). Theater met twee theaterzalen en een theatercafé. |                       |
| De Kraanvogel                           | 2016-2017                           | Quist Wintermans Architekten                              | Hongerlandsedijk 2                                                         | 51° 51' 20" NB, 4° 20' 18" OL | Beweegbare fiets- en voetgangersbrug, ophaalbrug, over de sluis in de haven, bij de uitstroom in de Oude Maas. De brug is onderdeel van een recreatieve fietsroute. |                       |